# Cantó de Langueux
El cantó de Langueux (bretó Kanton Langaeg) és una divisió administrativa francesa situat al departament de Costes del Nord a la regió de Bretanya.

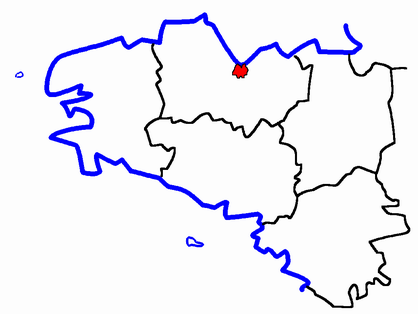
Situació del cantó

## Composició
El cantó aplega 4 comunes :
| Nom bretó | Nom francès | Nom gal·ló |
| Hilion    | Hillion     | Hilion     |
| Langaeg   | Langueux    | ---        |
| Tregaeg   | Trégueux    | ---        |
| Ilfinieg  | Yffiniac    | Finia      |

## Història
| Data d'elecció                           | Identitat     | Partit | Qualitat            |
| ---------------------------------------- | ------------- | ------ | ------------------- |
| març 2004                                | Michel Lesage | PS     | Alcalde de Langueux |
| les dades anteriors no són pas conegudes |               |        |                     |
|                                          |               |        |                     |